# Антична освіта

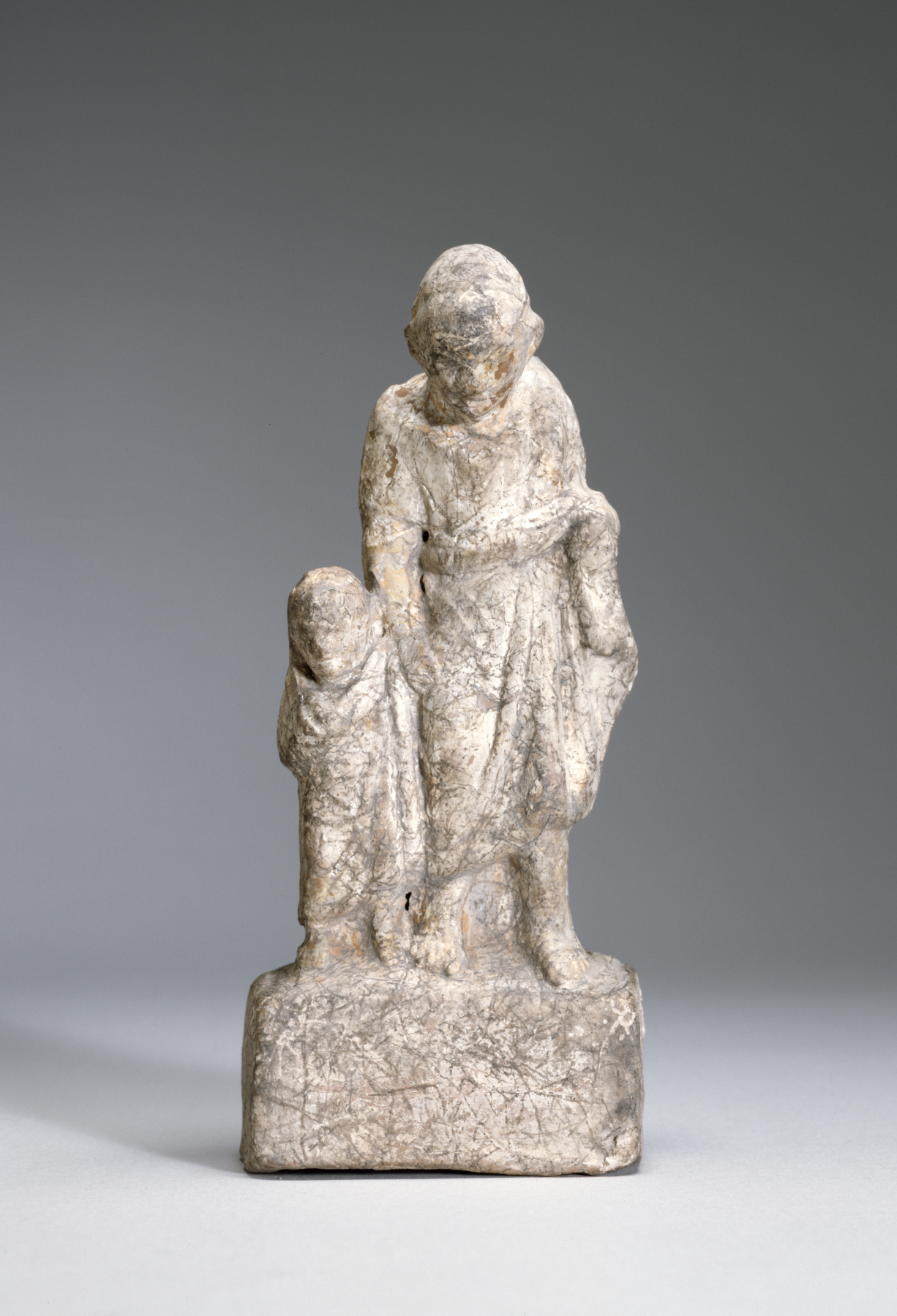
Педагог і хлопчик. Теракотова статуетка (15,4 × 7 × 4,4 см), приблизно III століття до н. е. Художній музей Волтерс

Анти́чна осві́та — система освіти в епоху Античності, що існувала в Стародавній Греції і Стародавньому Римі в усьому їхньому часовому, політичному і культурному просторі.
В античній культурі було стійке уявлення, що гідною вільного громадянина є лише та діяльність, яка заснована на духовних здібностях і не служить цілям заробітку. Архаїчний ідеал воїна-аристократа культивувався в Спарті аж до V століття до н. е., здобувана в цьому полісі освіта була переважно військовою. Йому протистояла афінська музично-гімнастична система, монополію на яку також довгий час підтримувала аристократія. Рух софістів у V—IV століття до н. е. спричинив поширення інтелектуальної освіти і її демократизацію. Арістотель сформулював загальне завдання навчання: повідомлення фундаментальних знань з багатьох предметів і вироблення здатності до судження. Приблизно в IV столітті до н. е. в Афінах створено струнку освітню систему, яка загалом проіснувала до кінця античності, була сприйнята християнами, і в своїх найважливіших рисах передана в Середньовіччя — як грецька, так і латинська. Арістотель сформулював ідеал пайдеї — гармонійного тілесно-духовного формування людини, що реалізує всі її здібності, який, з певними застереженнями, відповідав римському humanitas.
Елементарне навчання прищеплювало навички письма, читання і рахунку, паралельно із заняттями гімнастикою і музикою. Середню освіту, починаючи з епохи еллінізму, здобували в гімнасіях — публічних закладах з жорстким навчальним розпорядком. На цьому етапі упор робився на граматику, риторику і математику, а спортивні і музичні заняття проводилися на вищому рівні. Вища освіта вважалася кульмінацією всього навчального процесу; кінцевою його метою було формування філософа або ритора, найбільші школи цих напрямків конкурували між собою.
Грецька модель освіти стала стверджуватися в Римській державі від II століття до н. е. і остаточно оформилася в латинському світі до початку нашої ери. Катон Старший у творі «До сина» стверджував, що громадянин Республіки повинен бути воїном під час війни, а під час миру — гідним хліборобом. Йому були потрібні знання військового мистецтва, агрономії, лікування і красномовства. В епоху Імперії на перше місце висунулися юридичні науки. Вивчення мов і літератури (латинської та грецької) велося паралельно з вивченням історії, яка вважалася частиною красномовства. Освічена людина також мала володіти фехтуванням, верховою їздою і плаванням. Римські громадяни, які хотіли здобути вищу (риторичну) освіту, як правило, завершували її в найбільших грецьких інтелектуальних центрах, особливо Афінах і Александрії.

#### Археологічні свідчення

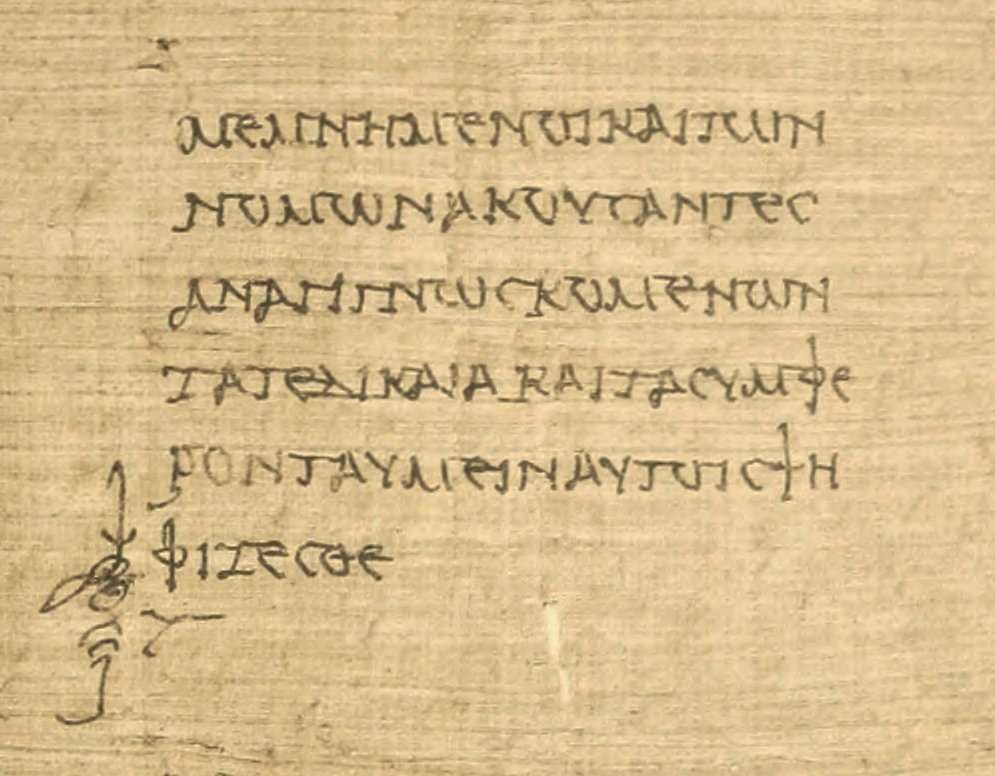
Лондонський літературний папірус 134. Репродукція завершальної колонки промови Гіперіда з видання: Classical texts from papyri in the British Museum, including the newly discovered poems of Herodas. London, 1891, plate II

#### Передісторія: Стародавній Схід

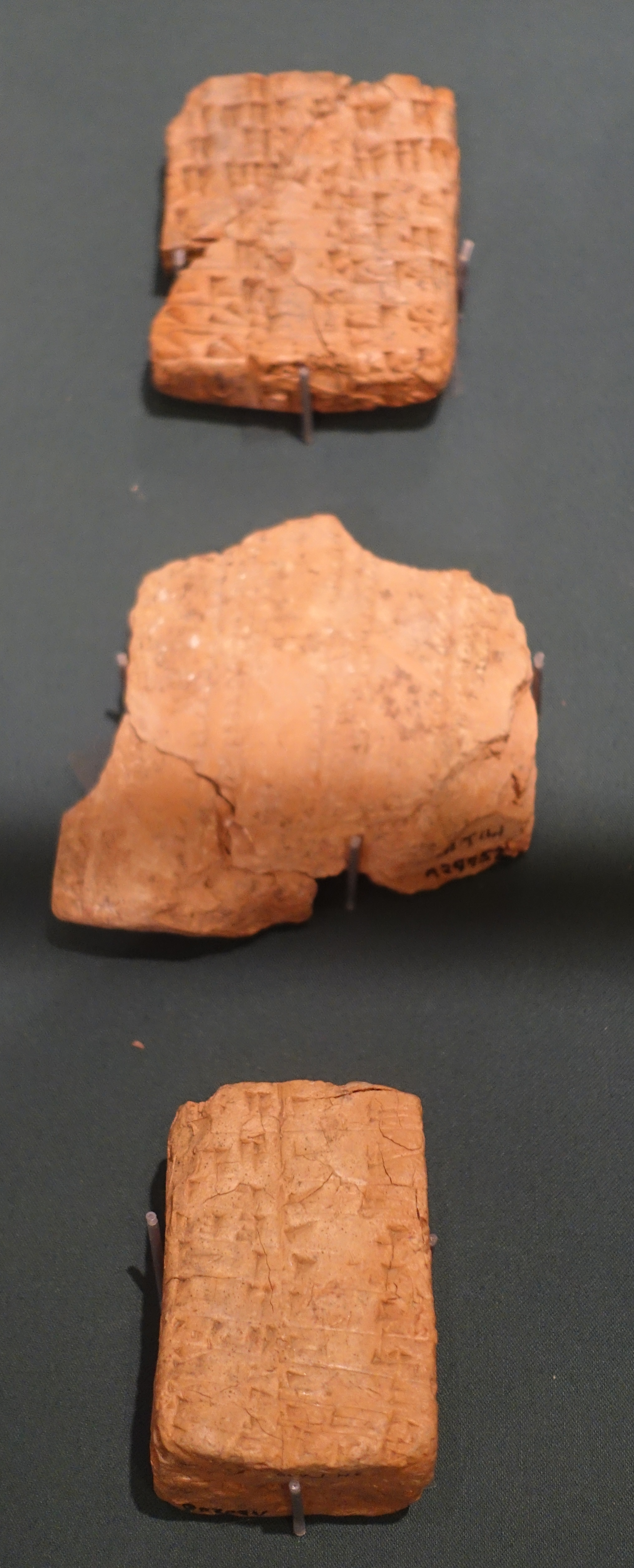
Навчальні тексти з Ніппура Історія Стародавньої Месопотамії. Музей Східного інституту, Чиказький університет

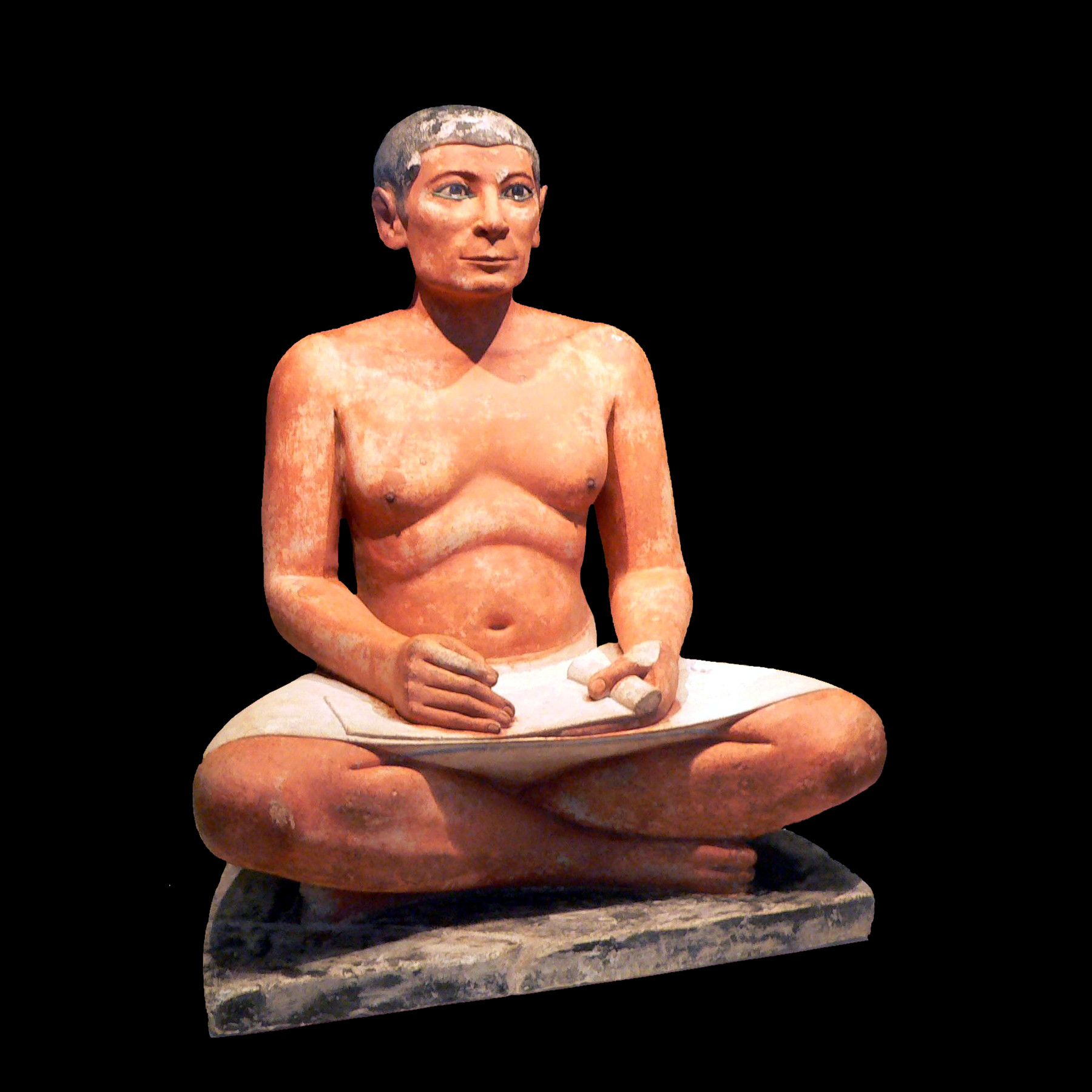
Розфарбована статуя переписувача з Лувру. Виявлена в Саккарі 1850 року. Приблизно часу IV династії. Вапняк, 53,7 см × 44 см × 35 см

#### Гомерівська епоха

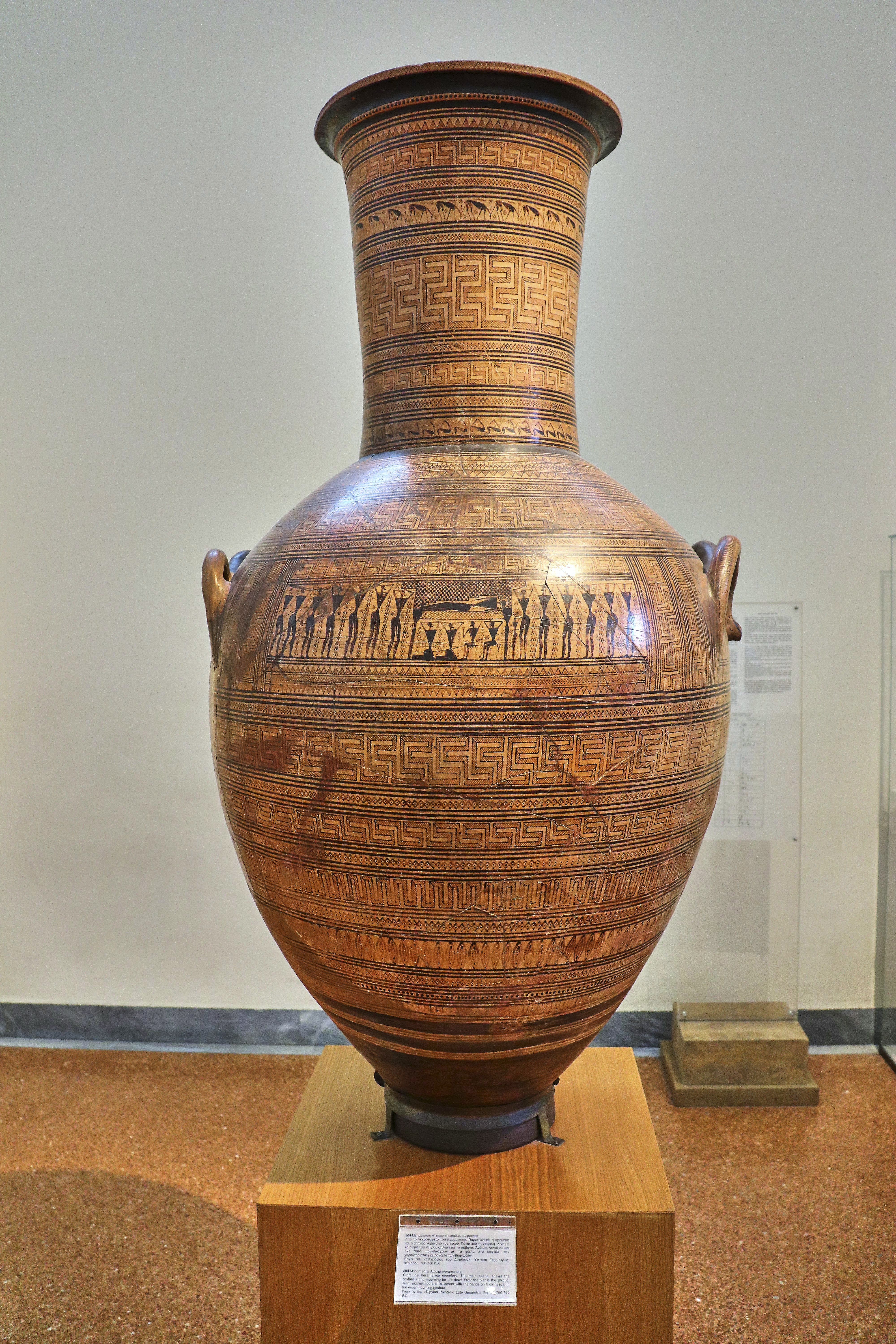
Дипілонська похоронна амфора. Висота 155 см. Приблизно середина VIII століття до н. е. Національний археологічний музей (Афіни)

#### Архаїчна епоха

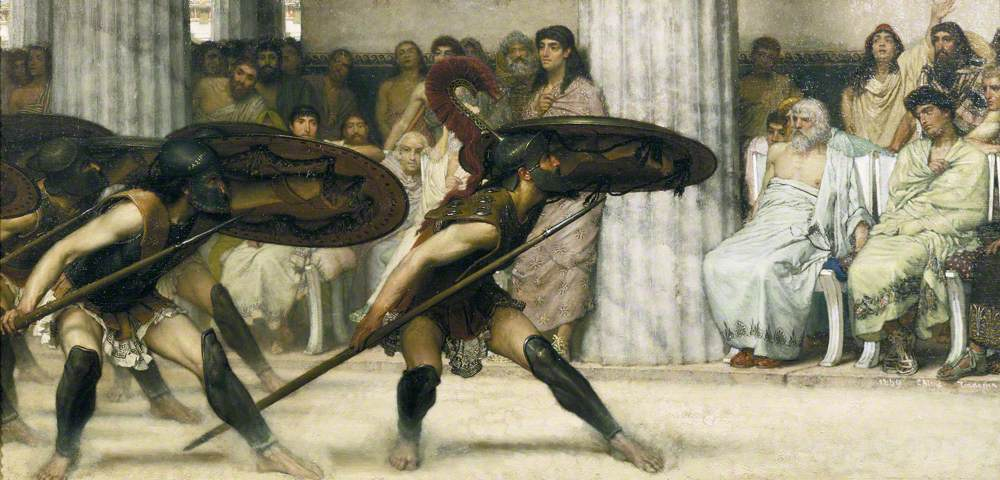
Лоуренс Альма-Тадема. Пірричний танець. 1869, картинна галерея Ґілдголл, Лондон

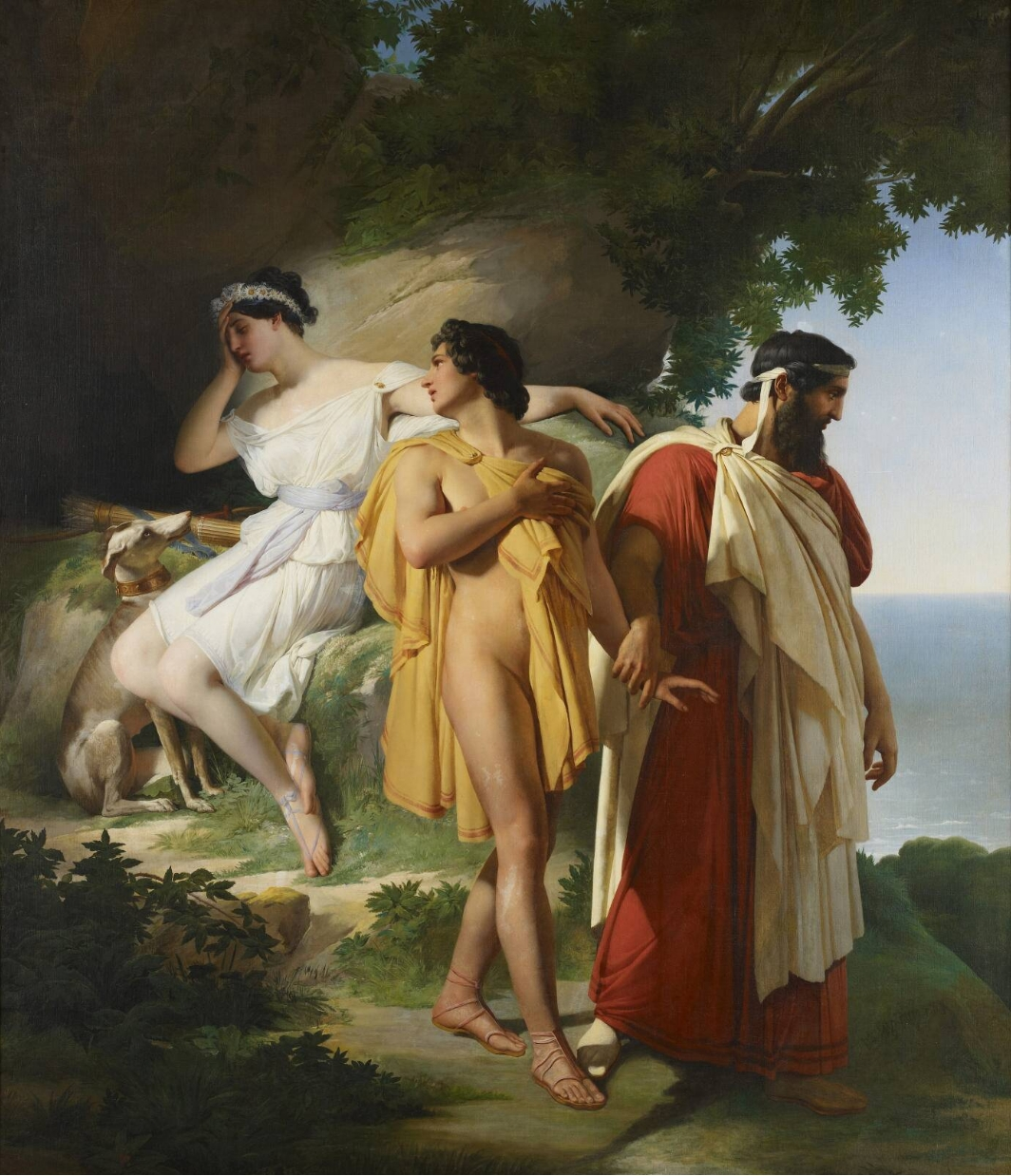
. Телемах, Ментор і Евхарида. 1824, Міннеаполіський інститут мистецтва

#### Загальні положення

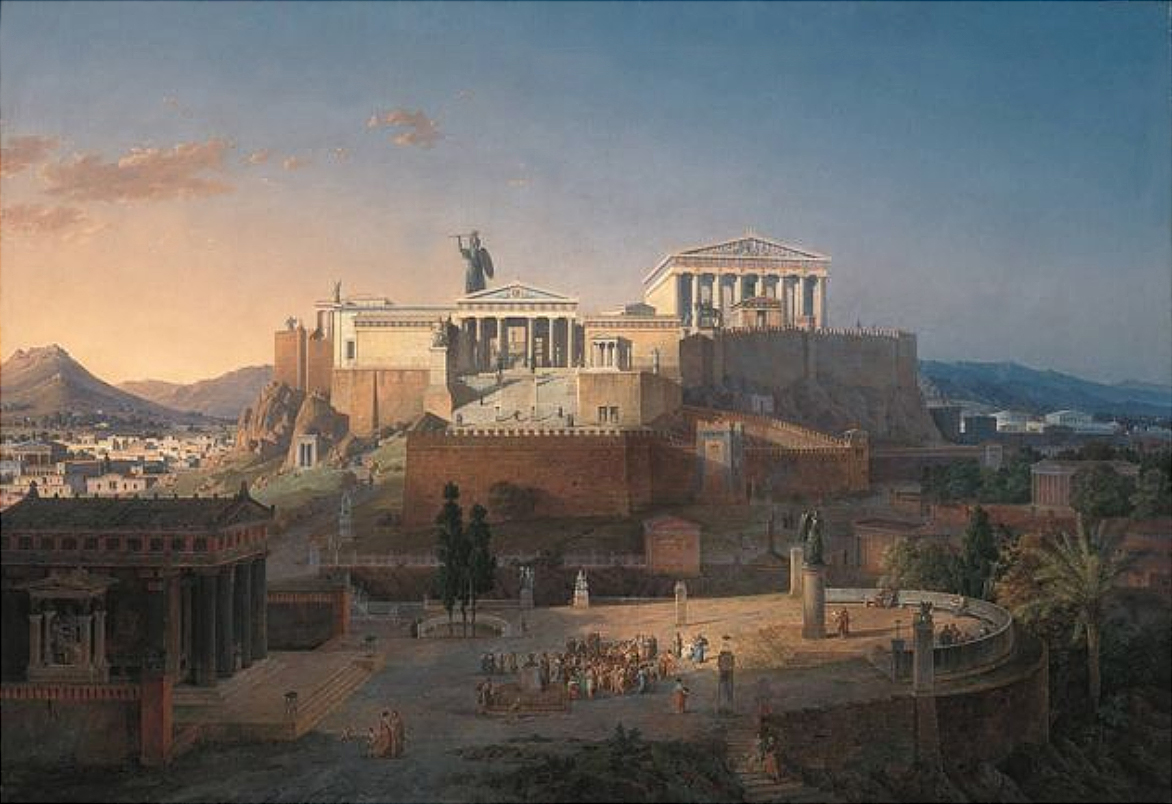
Лео фон Кленце. Реконструкція Афінського акрополя в античну епоху. 1846, Нова пінакотека, Мюнхен

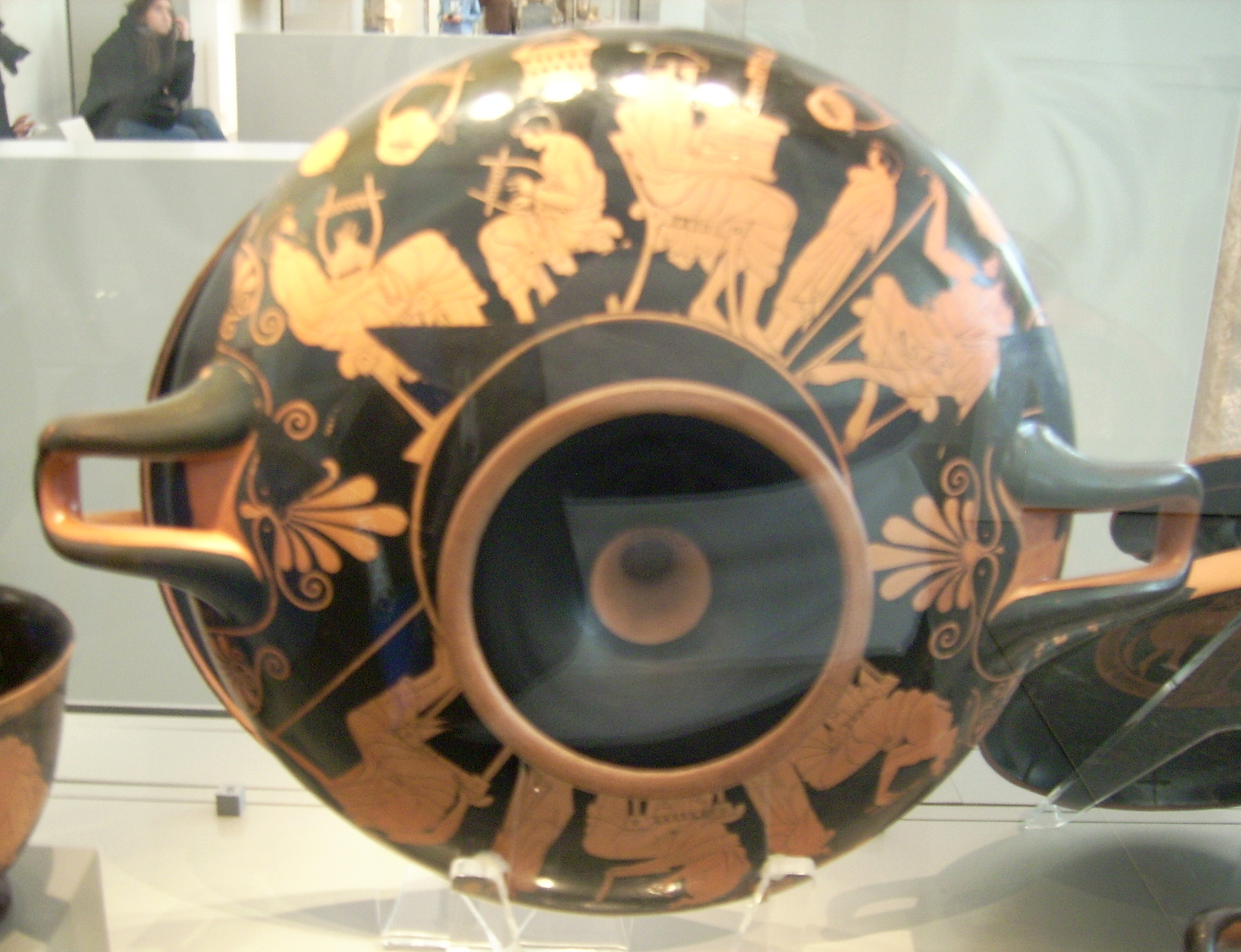
«Шкільний килик» роботи Дуріса. Античне зібрання (Берлін)